# بخش جیسالمر
بخش جیسالمر (به انگلیسی: Jaisalmer district) یک منطقهٔ مسکونی در هند است که در Jodhpur division واقع شده‌است. بخش جیسالمر ۶۶۹٬۹۱۹ نفر جمعیت دارد.